# 赤川元種
赤川 元種（あかがわ もとたね）は、戦国時代から江戸時代前期にかけての武将。毛利氏の家臣。萩藩（長州藩）士。父は赤川元之。

## 生涯
毛利氏家臣である赤川元之の嫡男として生まれる。
天正3年（1575年）12月21日、毛利輝元の加冠状を受けて元服し、「元」の偏諱を与えられて赤川又七郎元種と名乗った。
天正9年（1581年）4月17日、桂元盛や岡元良と共に毛利輝元から伊賀久隆の急死が事実であるか調べて報告するように命じられる。
同年9月9日、小早川隆景が元種に書状を送って、重ねて在番を行う在所について相談し、たとえ今後望みを申す者がいたとしても同意しないので安心するように伝えている。
同年9月20日、備前国の御津郡馬屋と津高郡において元種とその一所衆に与える知行の目録が小早川隆景、福原元俊、口羽春良、福原貞俊から送られており、元種には400貫を与える旨が記されている。
天正10年（1582年）9月28日、毛利輝元は伊予国へ派遣する宍戸元秀への随行を元種に命じた。
天正16年（1588年）1月4日、毛利輝元から「二左衛門尉」の官途名を与えられる。
慶長10年（1605年）12月14日、同年の五郎太石事件の後に毛利家家臣団や寺社の総勢820名が連署して毛利家への忠誠や様々な取り決めを記した連署起請文において、244番目に「赤川次左衛門尉」と署名している。
慶長16年（1611年）12月22日、毛利輝元から「佐渡守」の受領名を与えられる。
慶長18年（1613年）4月29日に父・元之が死去したため、家督を相続する。
元和4年（1618年）12月16日、嫡男の元安に家督と周防国吉敷郡湯田村の103石3斗8升5合の知行地を譲ることを毛利輝元に認められ、隠居する。
元和10年（1624年）1月12日に死去。

## 逸話
- 元種が幼名の「金鶴」を名乗っていた頃に毛利元就へ鯉1喉を贈り、元就は粟屋就方を通じて鯉を賞翫した旨を元種に伝えている[13]。
- 元種が「佐渡守」の受領名を名乗った慶長16年（1611年）以降に、音信として瓜1折を毛利輝元に贈っており、輝元は元種からの贈り物に喜んだ旨を井原元歳を通じて伝えている[14]。また、毛利秀就に春や新年の祝儀、快気祝いとして度々樽代を贈っている[15][16][17]。